# Рејвил (Мисури)
Рејвил (енгл. Rayville) град је у америчкој савезној држави Мисури.

## Демографија
По попису из 2010. године број становника је 223, што је 19 (9,3%) становника више него 2000. године.
| Група             | 2000.       | 2010.       |
| Белци             | 199 (97,5%) | 216 (96,9%) |
| Афроамериканци    | 0 (0,0%)    | 1 (0,4%)    |
| Азијати           | 0 (0,0%)    | 0 (0,0%)    |
| Хиспаноамериканци | 0 (0,0%)    | 3 (1,3%)    |
| Укупно            | 204         | 223         |